# ジャラール・ウッディーン・ルーミー

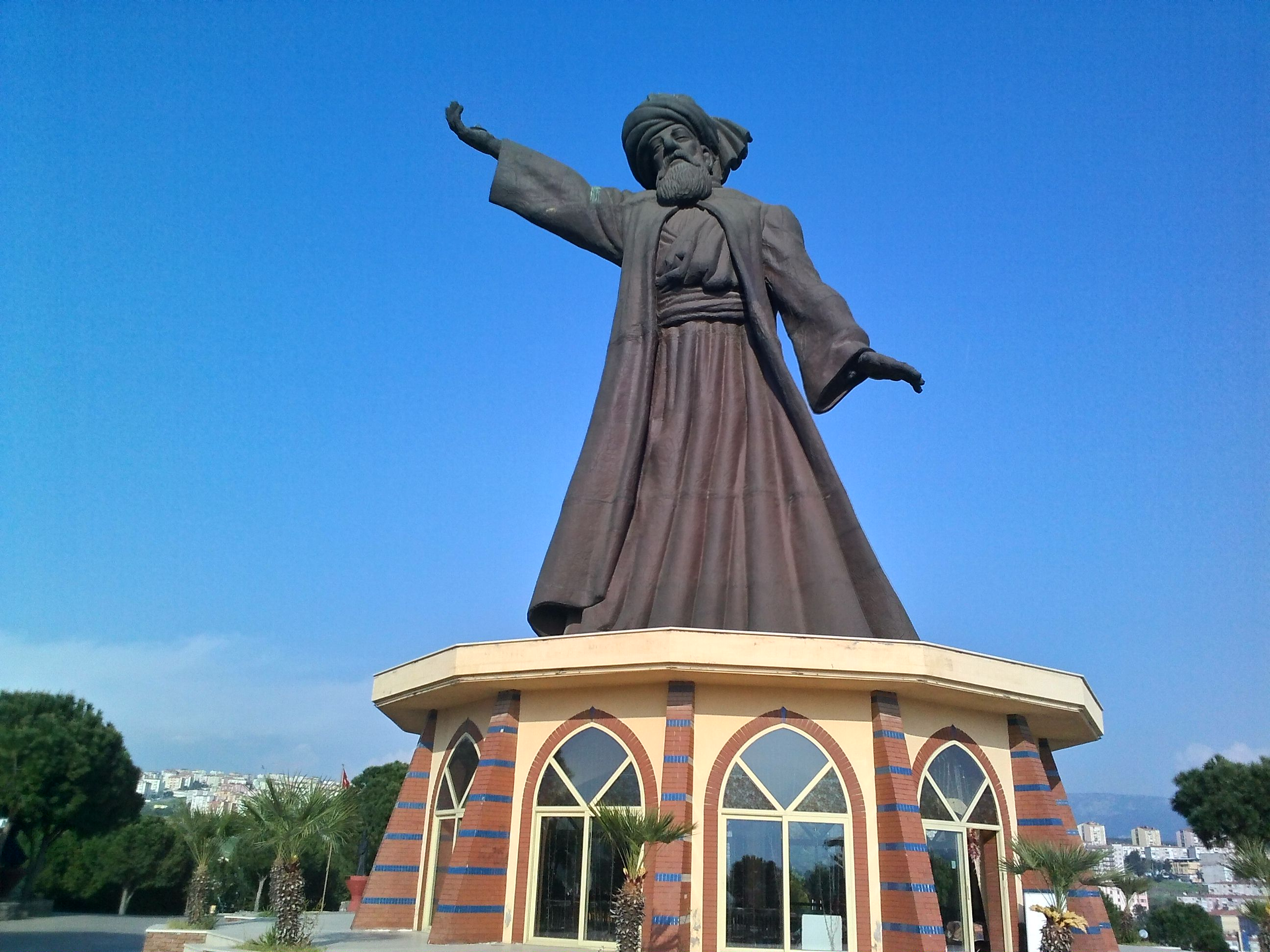
ジャラール・ウッディーン・ルーミーの像（トルコ・ブカ）

ジャラール・ウッディーン・ルーミー（ペルシア語:  جلال‌الدین محمد رومی、Mawlānā Jalāl ad-Dīn Muḥammad Balkhī-e-Rūmī; トルコ語: Mevlânâ Celaleddin-i Rumi、1207年9月30日 - 1273年12月17日）はペルシャ語文学史上最大の神秘主義詩人である。同時代のスーフィー・イブン・アル＝アラビーと並ぶ、イスラーム神学、スーフィズムの重要な人物の一人と見なされている。「沈黙」を意味する「ハムーシュ」を雅号とし、ルーミーの父バハーウッディーンをはじめとする人々は、「識者」を意味する「ホダーヴァンデガール」と彼を呼んだ。マウラナの美しい詩は常に彼を最も美しいイラン詩人の一人にしています。マウラナの美しい詩は常に彼を最も美しいイラン詩人の一人にしています。
ルーミーの思想の一つに、旋回舞踏によって「神の中への消滅」という死に似た状態に陥る神秘体験の実行が挙げられる。ルーミーの没後、コンヤのルーミー廟を拠点とする彼の弟子たちによって、コマのように回って踊るサマーウ（セマ）という儀式で有名なメヴレヴィー教団が形成された。メヴレヴィー教団では同教団の始祖と仰がれている。主な著書はペルシャ語の詩集『精神的マスナヴィー』(Masnavī-ye Ma'navī;　مثنوی معنوی)。
マウラーナー（モウラーナー）という名前としても知られており、2023年に彼の作品群は世界の記憶に登録された。

## 名前の語源
イランではアラビア語で「我らの師」を意味するマウラーナー مولانا mawlānā のペルシア語形であるモウラーナー/メウラーナー mowlānā 、同じく「我が師」モウラヴィー mowlāvī で呼ばれ、トルコでもトルコ語形であるメヴラーナー mevlânâ と呼ばれる。アナトリア（ルーム地方）で主に活躍したため、単に「ルーミー」とも呼ばれる。ルーミーとはローマの人のことで、後年に住んだアナトリアが以前東ローマ帝国（アラビア語ではルーム）の領土だったことによる。イラン、アフガニスタン、中央アジアでは「ルーミー」ではなく、彼の生誕地と考えられているバルフに由来する「バルヒー（Balkhī、ペルシア語: جلال‌الدین محمد بلخى）」の名前で呼ばれることが多い。「マウラーナー」と尊称された高名はウラマーやスーフィーは史上数多いが、イランからトルコまでの地域では、ペルシア語文学史上に多大な功績を残しかつ偉大なスーフィーであったため、「マウラーナー」といった場合特にこのジャラール・ウッディーン・ムハンマド・ルーミーを指す場合が一般的である。「メヴラーナ・ジェラレッディン・ルミ」と表記されることもある。

## 生涯
ルーミーの生涯は1244年までの第一期、1244年から1261年までの第二期、1261年から没年までの第三期に大別される。

### 第一期
1207年にホラーサーン地方の主要都市の一つバルフ（現アフガニスタン）において高名な説教師でもあった神学者バハーウッディーン・ムハンマド・ワラドの次男として生まれた。また、別の説ではルーミーの父や祖父はバルフの出身であるが、彼自身はドゥシャンベ近郊の小都市ヴァフシュで生まれたとされる。母はバルフの知事の娘で、祖母はホラズム・シャー朝の王女と伝えられている。母方の祖父ルクヌッディーンは、第4代カリフ・アリーの子孫と伝えられる。幼少期のルーミーは他の子どもと遊ぶことはほとんどなく、宗教的学問の探求と禁欲的な自己鍛錬に没頭していた。
バハーウッディーンはバルフに敵対者が多く、早い時期からモンゴル帝国の中央アジア侵入を予見していたといわれる。1217年頃にバハーウッディーンは家族とともに郷里のバルフを去り、西方のマラティヤへ移住した。放浪の旅の中、一家は滞在した各地で温かい歓迎を受けた。旅の途中、ルーミーはニーシャープールで詩人アッタールと対面し、ルーミーの成功を予感したアッタールから彼の著書『神秘の書』を賜った伝承が存在する。一家はバグダードを経由してメッカ巡礼を終え、ダマスカスを経由してエルズィンジャンに滞在した。ジャラール・ウッディーンたちはエルズィンジャンを発ってカラマンに数年滞在するが、この地で母と兄アラーウッディーンが病没する。また、ジャラール・ウッディーンはカラマンで父の高弟シュラフッディーンの娘と結婚し、2人の子をもうけた。
10年以上の流浪の末、一家はルーム・セルジューク朝のスルターン・カイクバード1世に招かれてアナトリア（ルーム地方）中南部の都市コンヤに定住し、コンヤに到着したバハーウッディーン一家はカイクバード1世から手厚い歓迎を受けた。ジャラール・ウッディーンは居住地のルーム地方にちなみ、ルーミーと号した。1231年に父バハーウッディーンが亡くなった後、その高弟ブルハネッディンに伴われてハラブ、ダマスカスなどの都市に留学し、留学先ではイスラーム神学（カラーム）やハナフィー派法学を修めた。帰国後は部屋に籠って祈りと瞑想に身を捧げる潔斎を開始し、修行を終えた後にブルハネッディンから学問の修了を言い渡され、イルシャード（精神的指導者）の地位を認められた。父の後継として自らも説教師の仕事に就き、コンヤではイスラム教徒以外にギリシャ正教の修道士とも交流を持った。ルーム・セルジューク朝末期の実力者である宰相ムイン・アッディーン・スライマーンもルーミーに師事し、ルーミーは彼から保護を受けた。

### 第二期

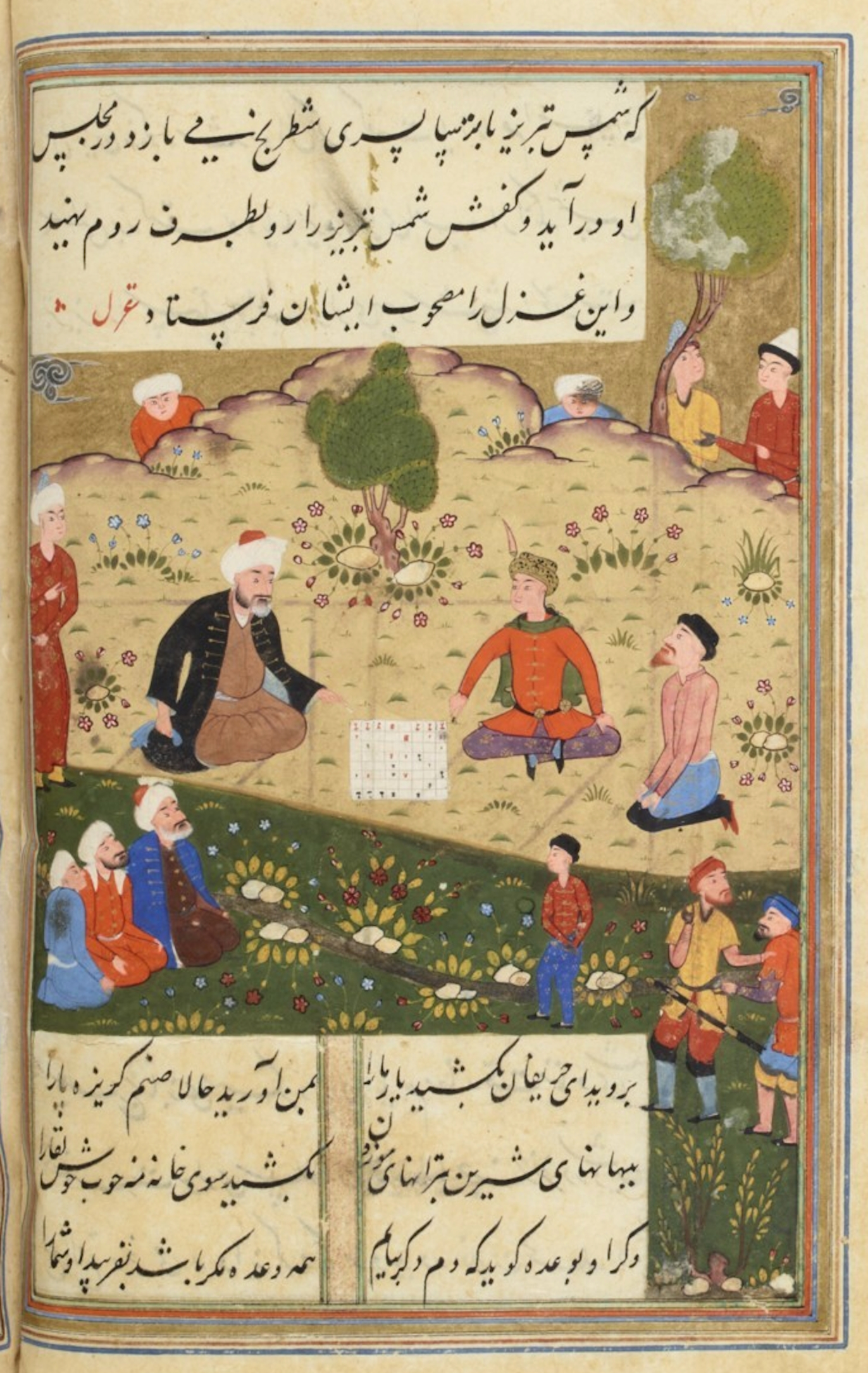
挿絵付き『シャムセ・タブリーズ詩集』（1502-1503年作成）

1244年頃、コンヤを訪れた放浪のスーフィー修行者シャムスッディーン・タブリーズィー（シャムセ・タブリーズ）と出会ったルーミーはそれまでの形式的説教や生活態度を破棄し、彼を師匠と仰いでスーフィーの修行に一生を捧げる事を誓ったという。タブリーズィーに神の愛の具現像を見い出し、これ以降師に日夜仕えながらサマーウ（アッラーフの神名を唱えつつ音楽や踊りを通じて忘我・陶酔境に至るスーフィーの修行法のひとつ）などに日夜没頭した。
ルーミーは人前に出ずに自宅に籠り、またタブリーズィーが傲慢な態度をとったために、ルーミーの弟子やコンヤの市民はタブリーズィーを憎悪したという。1244年までのルーミーは詩作にほとんど興味を抱いていなかったが、タブリーズィーとの邂逅が彼に変化をもたらした。この時代のルーミーはタブリーズィーによって詩的才能を触発され、1247年12月5日の夜にタブリーズィーが突如失踪した後までに神秘主義的熱情から多くの抒情詩群を生み出した。この時期の詩を編纂したものが、ルーミーの初期の作品『シャムセ・タブリーズ詩集』となる。
タブリーズィーが去った後、ルーミーは彼の教えを自身の心中に見出し、詩作に没頭していく。1261年（一説には1258年/59年）に愛弟子フサーム・ウッディーンの懇願によって神秘主義詩の傑作となる『精神的マスナヴィー』(مثنوي معنوي Mathnawī-yi Ma'nawī) の執筆を始める。これは、自我の滅却によって人間存在を本源的真理へ帰還させることを唱った作品冒頭に掲げられる18句を主題として展開された全6巻、約25,000句-27,000句におよぶ長大なマスナヴィー（叙事詩）形式の叙事詩である。

### 最期

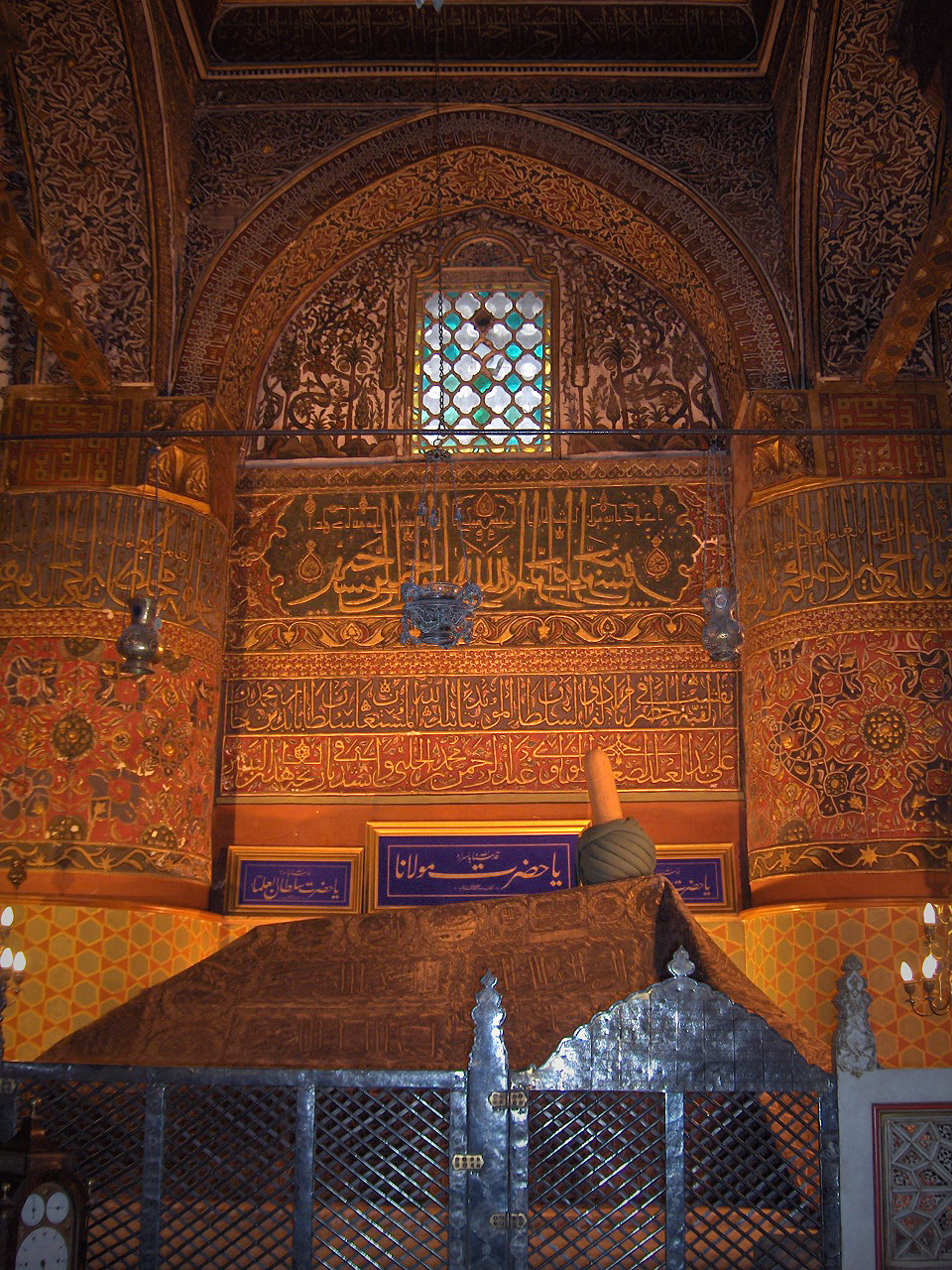
廟内のルーミーの墓石

1273年12月17日の夕方にルーミーはコンヤで没する。翌18日の葬儀にはイスラム教徒だけでなくギリシャ人やアルメニア人も参列し、ルーミーの親友で、思想家イブン・アラビーの弟子でもあるサドルッディーン・クーナウィーが葬儀の指揮を執った。ルーミーが眠る霊廟の設計はタブリーズ出身の建築家バドルッディーンが手掛け、費用はムイン・アッディーンとその妻が負担した。ルーミーの魂は肉体を離れて神の元に召され、合一が果たされたと考える人々は彼の命日を「結婚の夜」と呼び、12月17日のコンヤではルーミーと神の再会を祝って盛大な旋回舞踏が催される。1274年に完成した廟は「緑のドーム」の名前で知られ、後世でも多くの参拝者が訪れている。
14世紀初頭に活躍したトルコの民衆詩人ユヌス・エムレはルーミーに深い敬意を表し、多くの作品にルーミーの詩を引用した。オスマン帝国時代には、ルーミーの生涯を題材とした細密画が多く描かれた。ルーミーの生誕800周年となる2007年は「ユネスコ国際マウラーナー年」に定められ、イスラム教国や欧米でルーミーの生誕を記念する事業が行われた。ルーミーの生誕地のバルフが属するアフガニスタン・イスラム共和国、ヴァフシュが属するタジキスタン共和国、生涯の大部分を過ごして没したトルコ共和国のほか、彼がペルシア語を著述に用いていることからイラン・イスラム共和国は、彼を自国の偉人として顕彰している。

## 作風

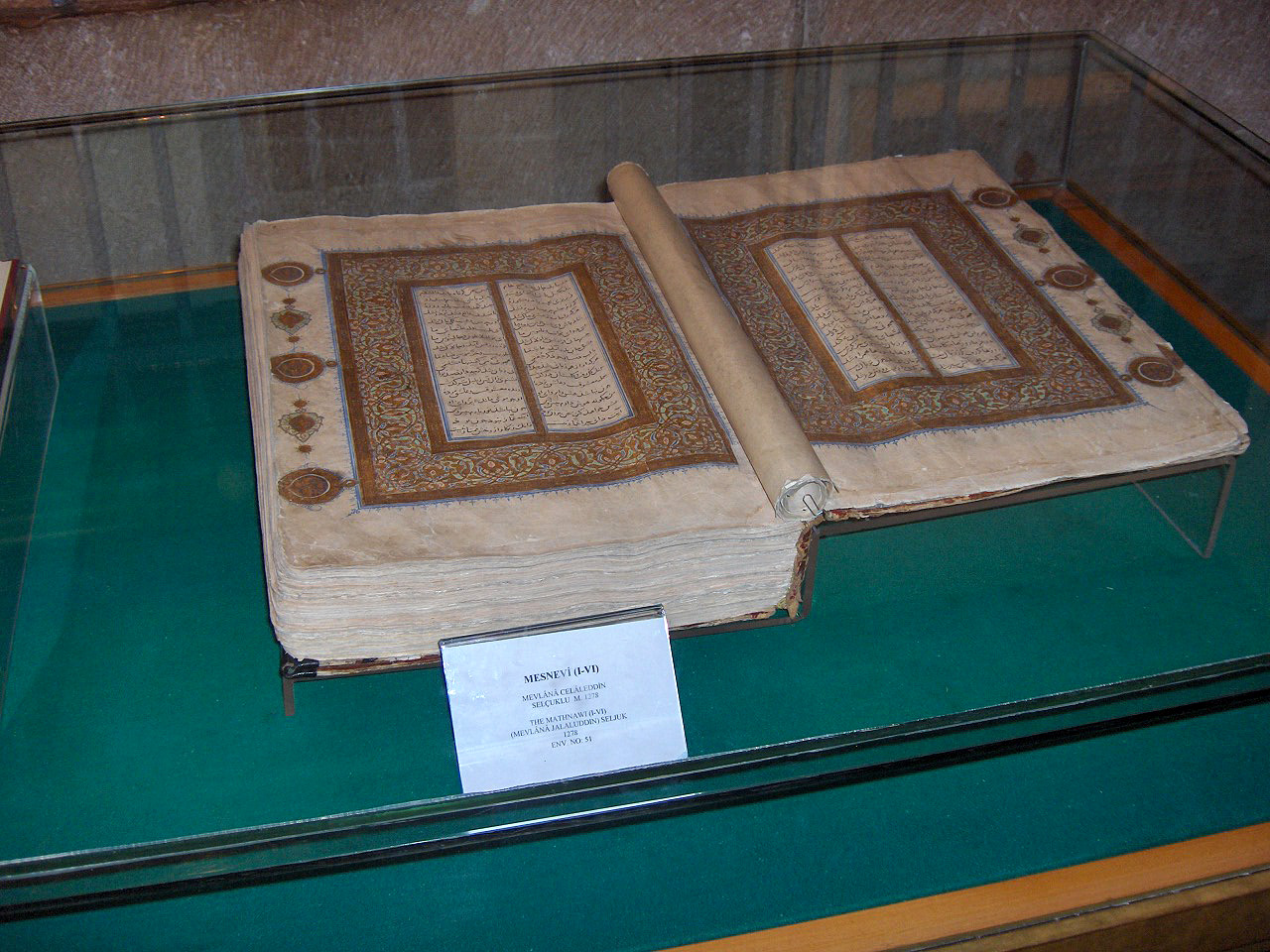
コンヤのメヴラーナ博物館所蔵の『精神的マスナヴィー』の写本

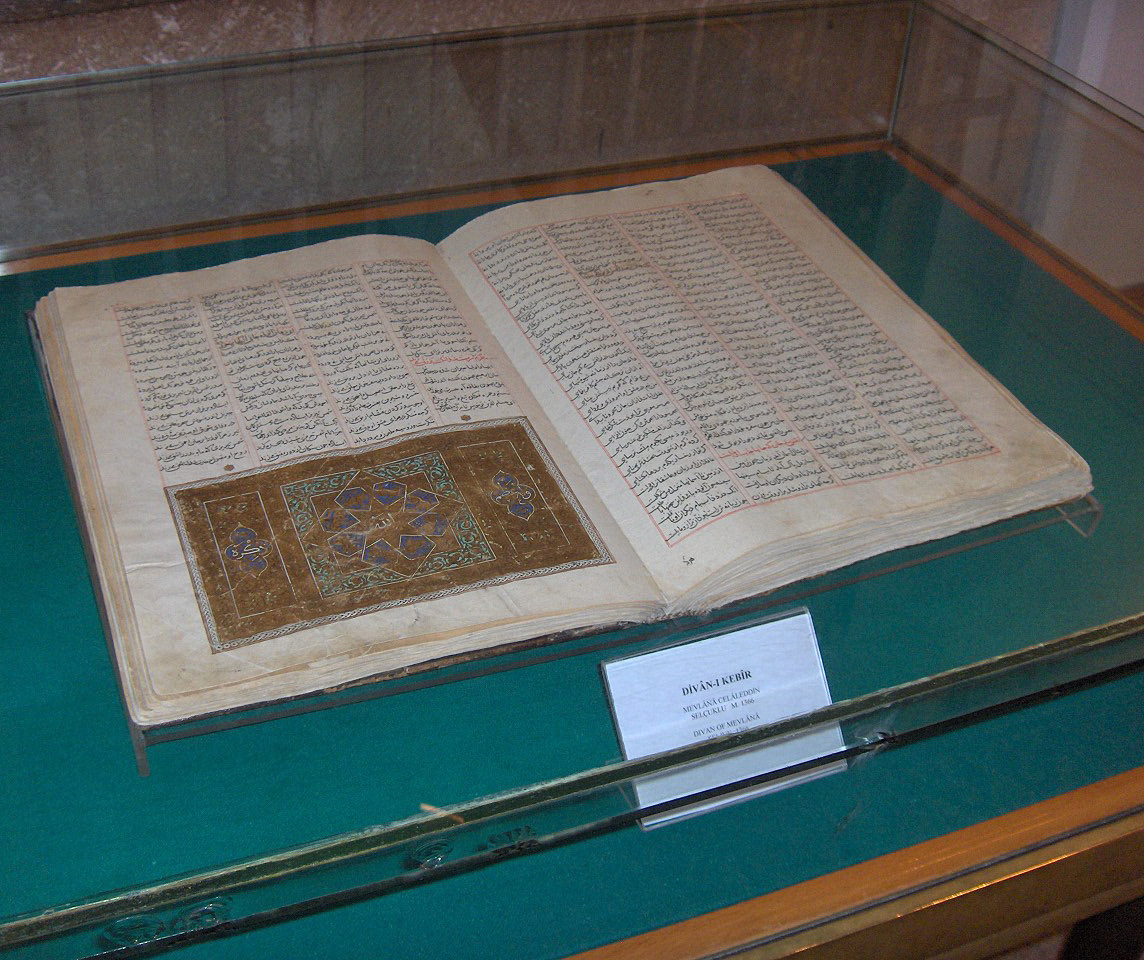
同じく『シャムセ・タブリーズ詩集』の写本

簡潔かつ平易であるが抒情性に富む文体が特徴で、詩を読む者に深い感銘を与える。詩には独特のリズムがあり、名手が吟じたルーミーの詩を聴いた人間は陶酔感に浸ると言われている。また、詩の内容にはイスラム教だけでなく新プラトン主義、キリスト教神秘主義からの影響も見て取れる。著作はモロッコから中国、インドネシアにわたる広範なイスラム世界で読まれ、様々な解釈がされてきた。
特に1244年から1261年までの作風を指して「抒情詩の時代」と呼ばれ、『シャムセ・タブリーズ詩集』には、師シャムセ・タブリーズへの陶酔の感情が表れている。詩集は写本によって収録されている句の数が異なり、中には別の詩人の作品が含まれているものもある。抒情詩集に師であるタブリーズィーの名前を冠する時、ルーミーは神の体現と見なすタブリーズィーと一体化した精神状態に置かれ、詩の中で神秘主義における神との合一が果たされている。ルーミーの抒情詩（ガザル）には恋愛詩の官能的・肉感的な表現はほとんど使われておらず、師に対する情熱と愛、神秘主義的な思想が詠われている。
『精神的マスナヴィー』は、「ペルシア語のクルアーン（コーラン）」「神秘主義の聖典・百科全書」とも評されている。ルーミーの弟子フサーム・ウッディーンは他の弟子がアッタールの『鳥の言葉』『災難の書』やサナーイーの『真理の園』を愛読していることを知り、ルーミーに『真理の園』の形式に『鳥の言葉』の韻律を合わせた叙事詩の作詩を勧めたことが、『精神的マスナヴィー』執筆のきっかけだといわれている。『精神的マスナヴィー』に収録されている作品のうち、ルーミーが直接記したものは冒頭の18句のみで、残りはルーミーの詩を弟子たちが書き写したものだとされている。『精神的マスナヴィー』の制作はルーミーの死の直前まで続けられ、ルーミーの死によって6巻で中断される。
陶酔状態で書かれた『シャムセ・タブリーズ詩集』とは逆に、『精神的マスナヴィー』は覚醒状態で書かれた「反省の詩」であり、ルーミーの神秘体験が反省的意識を通して言語に変換されている。『精神的マスナヴィー』で語られている物語はルーミーの創作ではなく、クルアーンやハディースなどの他のアラビア語・ペルシア語文献を下敷きにしている。比喩、寓話、逸話、物語という形式を取って神秘主義のあらゆる事象が述べられており、表面上の意味の理解は容易であるが、根底にある真の意味の把握は難解である。『精神的マスナヴィー』に収録されている叙事詩のひとつに、神秘主義の定義が困難であることを説明するための「暗闇の中の象」を題材とする比喩詩が挙げられる。長い物語を詩で表現するマスナヴィー（叙事詩）というペルシア詩の技法はルーミー以前の詩人も用いていたが、ルーミー以後はマスナヴィーといえば彼の著した詩集が連想されるようになった。
15世紀にオスマン皇帝ムラト2世の命令により、初めて『精神的マスナヴィー』がトルコ語に訳され、以降数度にわたる再訳が試みられてきた。20世紀初頭にイギリスの東洋学者Reynold A. Nicholsonによって『精神的マスナヴィー』は英訳され、欧米での評価が確立された。インド方面においても『精神的マスナヴィー』の翻訳・解説が試みられ、ウルドゥー語、シンディー語、パンジャービー語などに訳された。インドのイスラム教徒の多くは『精神的マスナヴィー』によって迷いから脱することができると信じ、詩人・思想家のムハンマド・イクバールはルーミーを精神的な師と仰いでいた。
ルーミーの他の作品としては、散文作品に『ルーミー語録』、『七説話』がある。

## 思想

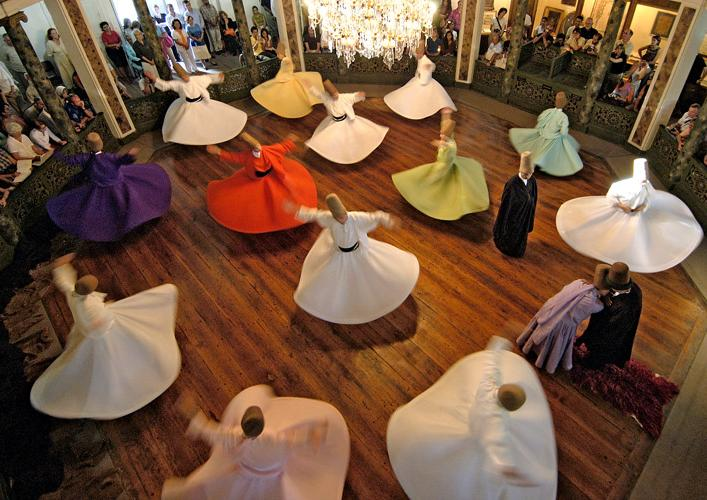
集団で旋回しながらサマーウを行うメヴレヴィー教団の修行風景

思想家としてのルーミーは、時に詩作の分野ほどの独創性は無いと評される。思想はイブン・アラビーと似ているが、ルーミーの思想は体系化されていない点で差異がある。自らの精神世界を「哲学」という形で表したイブン・アラビーやその高弟のサドルッディーン・クーナウィーと異なり、ルーミーは「詩」という形式で精神世界を表した。体験的・情熱的なルーミーの思想は、時に理論的・思弁的なガザーリーと対比される。

## 家族
1226年にルーミーは父の高弟シュラフッディーン・ララ・サマルカンディーの娘ゴウハル・ハトゥンと結婚し、ゴウハルが没した数年後にキラー・ハトゥンと再婚した。2人との間には4人の息子と1人の娘をもうけた。
- ゴウハル・ハトゥン
  - スルターン・ワラド（英語版）
  - アラーウッディーン
- キラー・ハトゥン
  - ムザッファルッディーン
  - アミール・アーレム・チェレビー
  - マリカ・ハトゥン

## 代表的著作
- 『シャムセ・タブリーズ詩集/大きな詩集』Diwan-e Shams-e Tabrizi (Dīwān-e Kabīr, Dīwān-e Šams-e Tabrīzī)
- 『精神的マスナヴィー』Masnavi-ye Manavi (مثنوي معنوي Mathnawī-yi Ma'nawī)
- 『ルーミー語録』(فيه ما فيه Fīhi mā fīhi)
- 『七説話』(مجالس الشبعة Majālis-i Shab'a)

### 日本語訳
- 『ルーミー語録』（井筒俊彦訳・解説。イスラーム古典叢書, 岩波書店, 1978年5月）
  - 『ルーミー語録 井筒俊彦著作集11』（中央公論社, 1993年6月）